# 12651 Frenkel
12651 Frenkel este o planetă minoră (asteroid) din centura de asteroizi. A fost descoperită pe 16 octombrie 1977 la Observatorul Palomar de Cornelis Johannes van Houten. 
Obiectul prezintă o orbită caracterizată de o semiaxă mare de 3,078143 UAi, o excentricitate de 0,12, o înclinație de 10,03286 ° în raport cu ecliptica.